# Pura Ulun Danu Bratan
O Templo Ulun Danu Bratan (em balinês: Pura Ulun Danu Bratan ou simplesmente Pura Bratan) é um  templo hindu da ilha do Bali, na Indonésia, no kabupaten (regência) de Tabanan. É um dos principais templos xivaítas do Bali e figura na nota de 50 000 rupias indonésias.
O templo situa-se numa região montanhosa, à beira do  lago Bratan, perto da estância de Bedugul. Fica cerca de 30 km a sudeste de Singaraja e 50 km a norte da capital da ilha, Dempassar.
Foi construído em 1633 e nele é venerada a deusa da água, dos rios e dos lagos  Dewi Danu. É por isso um dos chamados "templos da água", associados ao sistema de irrigação tradicional balinês subak. Devido à importância do lago Bratan como principal fonte da irrigação do centro do Bali, nele são realizadas cerimónias onde são feitas oferendas. A principal  pelinggih meru ("torre Meru"), caraterística dos pura (templos hindus balineses) tem 11 andares (telhados) e é dedicada ao deus Xiva e à sua consorte Parvati. No interior do complexo há também uma estátua de Buda.[carece de fontes?]
O lago Bratan é conhecido como o Lago da da Montanha Sagrada devido à fertilidade da região que, situada a 1 200 metros de altitude, tem um clima tropical de altitude.[carece de fontes?]